# رينرن ريتوالو
رينرن ريتوالو (بالتاغالوغية: Ren-Ren Ritualo)‏ مواليد 14 يونيو 1979 في مانيلا، هو لاعب كرة سلة فلبيني معتزل أصبح مدرباً مساعدا بدأ مسيرته الاحترافية في سنة 2002.. مثّل منتخب بلاده. اعتزل اللعب في 2015.